# فزر قيليقي
فزر قيليقي (الاسم العلمي:Sideritis cilicica) هو نوع من النباتات يتبع جنس الفزر من الفصيلة الشفوية.